# Алтаистика
Алтаи́стика — раздел сравнительно-исторического языкознания, изучающий алтайские языки. Центральной из теоретических проблем алтаистики является проблема происхождения материальной и структурно-типологической общности алтайских языков.

## История развития
7 мая 1952 года в Горно-Алтайске создан Институт алтаистики имени С. С. Суразакова. 
В Казахстане создан Международный центр алтаистики и тюркологии. 
Издаётся журнал «Алтаистика и тюркология».

## Известные алтаисты
- Рассадин, Валентин Иванович
- Бутанаев, Виктор Яковлевич
- Аалто, Пентти
- Рамстедт, Густав